# Kommunistische Partei Belgiens
Die Kommunistische Partei Belgiens (Kommunistische Partij van België / Parti Communiste de Belgique; abgekürzt KPB/PCB) war eine von 1921 bis 1989 bestehende belgische Partei. Sie vertrat einen marxistisch-leninistischen Standpunkt.

## Geschichte

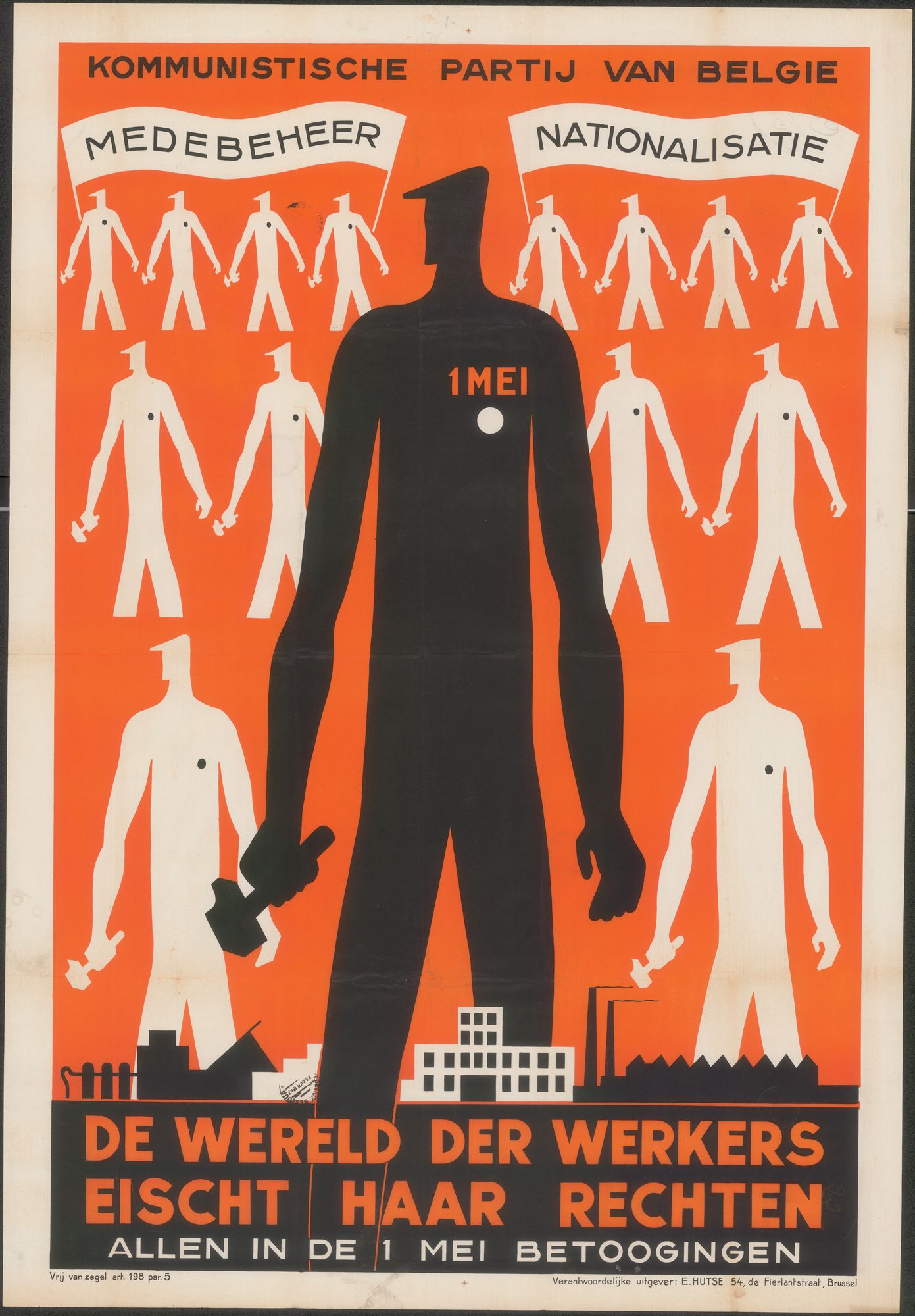
Wahlplakat 1947

Gegründet wurde die Partei auf dem Vereinigungskongress der Kommunistischen Partei (unter der Leitung von War Van Overstraeten) und der Belgischen Kommunistischen Partei (einer Abspaltung der Belgischen Arbeiterpartei unter der Leitung von Joseph Jacquemotte) am 3./4. September 1921 in Anderlecht.
1925 zog die Partei erstmals mit zwei Abgeordneten (Van Overstraeten und Jacquemotte) in das belgische Parlament ein. Etwa 10 Jahre später, 1936, waren es bereits 9 Abgeordnete.
Die Auseinandersetzungen innerhalb der kommunistischen Bewegung Ende der 20er Jahre machten auch vor der Belgischen KP nicht halt, 1927 wurden Van Overstraeten und andere Mitglieder wegen pro-trotzkistischer Positionen ausgeschlossen.
Während der deutschen Besatzung Belgiens ging die Partei in den Untergrund und beteiligte sich am Widerstand. Herausragendes Ereignis dieser Zeit war die führende Beteiligung am Streik der 100.000.
Bei den Wahlen von 1946, den ersten nach dem Zweiten Weltkrieg, erzielte die KP ein Ergebnis von 12,7 % der Stimmen und 23 Sitzen im Parlament. Von 1946 bis 1947 war sie Teil der Koalition mit Sozialisten und Liberalen unter den Premierministern Achille Van Acker und Camille Huysmans.
Am 18. August 1950, in der Hochphase der Auseinandersetzung um eine belgische Republik oder die Weiterführung der Monarchie, wurde der Parteivorsitzende Julien Lahaut ermordet.
Anfang der  1950er kam es zu internen Konflikten um die Frage der Wiederaufnahme eines Bündnisses mit den Sozialisten. Auf dem Parteitag 1954 führte dies zum vollständigen Tausch der Führung. In Folge des Bruchs zwischen China und der UdSSR traten 1963 ein Drittel der Mitglieder der bedeutenden Brüsseler Gebietsorganisation aus, um eine pro-chinesische KP zu gründen.
Auf dem Parteitag von 1982 wurden die flämische und wallonische Sektion der Partei in ihren Rechten aufgewertet, welche fortan auch eigene Parteitage durchführten. 1989 trennten sich beide voneinander und es entstanden die Kommunistische Partij und die Parti Communiste als vollständig eigenständige Organisationen.

## Nachfolgeorganisationen
Die Kommunistische Partij löste sich 2009 auf. Ihre Mitglieder sind seitdem in der Parti Communiste organisiert, die auf diese Weise faktisch wieder zu der Kommunistischen Partei in Belgien wurde. Die Kommunistische Partij war Mitglied der Europäischen Linken. Sie gab die Zeitung Agora („Jetzt“) heraus, letzter Nationaler Sekretär war Jaak Perquy.

## Medien
Ihre beiden wichtigsten Publikationsorgane, Le Drapeau Rouge und De Roode Vaan, erschienen zeitweise als Tageszeitungen.

## Parteiführung
| Amtszeit            | Name                                                | Bezeichnung                               |
| ------------------- | --------------------------------------------------- | ----------------------------------------- |
| 1923–1928           | Adhémar Hennaut                                     | Sekretär des ZK                           |
| 1934–1936           | Joseph Jacquemotte                                  | Generalsekretär des ZK                    |
| 1936–1943           | Julien Lahaut, Xavier Relecom, Georges Van den Boom | Sekretäre des ZK                          |
| 1943–1954 1945–1950 | Edgar Lalmand Julien Lahaut                         | Generalsekretär des ZK Parteivorsitzender |
| 1954–1961           | Ernest Burnelle                                     | Nationaler Sekretär                       |
| 1961–1968           | Ernest Burnelle                                     | Parteivorsitzender                        |
| 1968–1972           | Marc Drumaux                                        | Parteivorsitzender                        |
| 1972–1989           | Louis Van Geyt                                      | Parteivorsitzender                        |

## Parteitage
| Bezeichnung                      | Datum                          |
| -------------------------------- | ------------------------------ |
| Gründungs-/Vereinigungsparteitag | 3. – 4. September 1921         |
| I. Parteitag                     | 1. – 2. April 1922             |
| II. Parteitag                    | Januar 1923                    |
| außerordentlicher Parteitag      | 23. – 25. Januar 1925          |
| III. Parteitag                   | Januar 1927                    |
| IV. Parteitag                    | 1.–3. März 1928                |
| V. Parteitag                     | 9. – 10. Mai 1931              |
| VI. Parteitag                    | 31. Oktober – 2. November 1936 |
| VII. Parteitag                   | 12. – 15. August 1939          |
| VIII. Parteitag                  | 30. Mai – 2. Juni 1946         |
| IX. Parteitag                    | 15. – 18. Mai 1948             |
| X. Parteitag                     | 23. – 26. März 1951            |
| XI. Parteitag                    | 9. – 12. Dezember 1954         |
| XII. Parteitag                   | 12. – 22. April 1957           |
| XIII. Parteitag                  | 16. – 18. April 1960           |

| Bezeichnung                 | Datum                    |
| --------------------------- | ------------------------ |
| XIV. Parteitag              | 13. – 15. April 1963     |
| XV. Parteitag               | 28. – 30. November 1964  |
| XVI. Parteitag              | 23. – 24. Oktober 1965   |
| XVII. Parteitag             | 10. – 11. Dezember 1966  |
| XVIII. Parteitag            | 16. – 17. Dezember 1967  |
| XIX. Parteitag              | 15. – 17. November 1968  |
| XX. Parteitag               | 19. – 21. März 1971      |
| XXI. Parteitag              | 14. – 16. Dezember 1973  |
| außerordentlicher Parteitag | 16. – 17. November 1974  |
| XXII. Parteitag             | 9. – 11. April 1976      |
| XXIII. Parteitag            | 30. März – 1. April 1979 |
| XXIV. Parteitag             | 26. – 28. März 1982      |
| XXV. Parteitag              | Februar 1986             |
| XXVI. Parteitag             | 18. – 19. März 1989      |

## Mitglieder
Mitte der 1960er hatte die Partei laut Außenministerium der USA etwa 10.000 Mitglieder.

## Wahlergebnisse
| Jahr | Wahl           | Stimmen | %      | Mandate |
| ---- | -------------- | ------- | ------ | ------- |
| 1925 | Parlamentswahl | 34.149  | 1,6 %  | 2       |
| 1929 | Parlamentswahl | 42.237  | 1,9 %  | 1       |
| 1932 | Parlamentswahl | 64.552  | 2,9 %  | 3       |
| 1936 | Parlamentswahl | 143.223 | 6,1 %  | 9       |
| 1939 | Parlamentswahl | 90.856  | 4,7 %  | 9       |
| 1946 | Parlamentswahl | 300.099 | 12,7 % | 23      |
| 1949 | Parlamentswahl | 376.765 | 7,5 %  | 12      |
| 1950 | Parlamentswahl | 234.541 | 4,7 %  | 7       |
| 1954 | Parlamentswahl | 184.108 | 3,6 %  | 4       |
| 1958 | Parlamentswahl | 100.145 | 1,9 %  | 2       |
| 1961 | Parlamentswahl | 162.238 | 3,1 %  | 5       |
| 1965 | Parlamentswahl | 236.721 | 4,6 %  | 6       |
| 1968 | Parlamentswahl | 175.410 | 3,4 %  | 5       |
| 1971 | Parlamentswahl | 156.213 | 3 %    | 5       |
| 1974 | Parlamentswahl | 107.481 | 2 %    | 2       |
| 1977 | Parlamentswahl | 151.444 | 2,7 %  | 2       |
| 1978 | Parlamentswahl | 180.234 | 3,3 %  | 4       |
| 1979 | Europawahl     | 145.796 | 2,7 %  | 0       |
| 1981 | Parlamentswahl | 138.978 | 2,3 %  | 2       |
| 1984 | Europawahl     | 87.379  | 1,5 %  | 0       |
| 1985 | Parlamentswahl | 71.695  | 1,2 %  | 0       |
| 1987 | Parlamentswahl | 51.046  | 0,8 %  | 0       |